# انتخابات الرئاسة الفرنسية 1981
انتخابات الرئاسة الفرنسية 1981 هي انتخابات رئاسية فرنسية التي جرت في 26 أبريل 1981، و10 مايو 1981، في فرنسا، لانتخاب رئيس الجمهورية الفرنسية، فاز بالانتخابات فرنسوا ميتران.

## المرشحين
| المرشح                | الحزب | عدد الأصوات |
| --------------------- | ----- | ----------- |
| فرنسوا ميتران         |       |             |
| Georges Marchais ‏     |       |             |
| جاك شيراك             |       |             |
| فاليري جيسكار ديستان  |       |             |
| Brice Lalonde ‏        |       |             |
| أرليت لاجويلر         |       |             |
| Huguette Bouchardeau ‏ |       |             |
| Marie-France Garaud ‏  |       |             |
| ميشال دوبريه          |       |             |
| ميشيل كريبو ‏          |       |             |